# Nadine Hoffmann

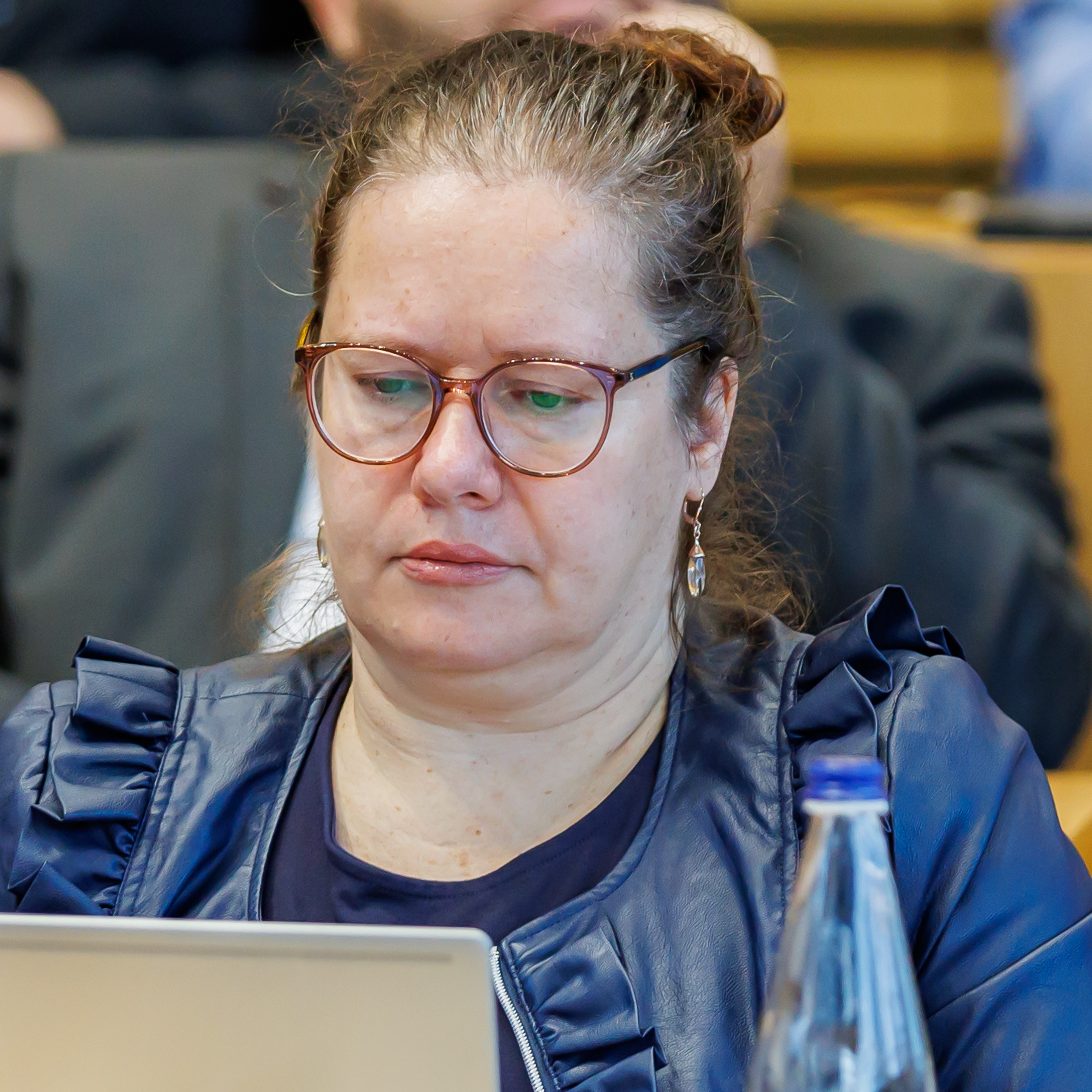
Hoffmann (2024)

Nadine Hoffmann (* 1979 in Hildburghausen) ist eine deutsche Politikerin (AfD). Seit 2019 ist sie Abgeordnete im Thüringer Landtag.

## Leben
Hoffmann studierte Biologie in Erlangen, Marburg sowie Berlin und ist in Thüringen als Praxisassistentin in einer Zahnarztpraxis tätig. Seit 2013 ist Hoffmann Mitglied der Alternative für Deutschland.
Bei der Landtagswahl in Thüringen 2019 zog Hoffmann über das Direktmandat im Wahlkreis Hildburghausen I – Schmalkalden-Meiningen III in den Landtag ein. Sie übernahm den Vorsitz im Petitionsausschuss. Bei der Landtagswahl 2024 konnte sie das Direktmandat verteidigen.
Hoffmann wohnt in Hildburghausen.